# Rezolucja Zgromadzenia Ogólnego ONZ nr 3379
Rezolucja Zgromadzenia Ogólnego ONZ nr 3379 została przyjęta 10 listopada 1975 r.
Zgromadzenie stwierdza w niej, że syjonizm jest formą rasizmu i dyskryminacji rasowej.
Została ona unieważniona rezolucją ZO ONZ nr 46/86 z 16 grudnia 1991, przyjętą w wyniku presji administracji prezydenta George'a H.W. Busha i uzależnienia przez Izrael jego uczestnictwa w konferencji pokojowej w Madrycie od tego unieważnienia.